# Susanne Rosenqvist
Susanne Rosenqvist (n. 26 noiembrie 1967, Landskrona, Malmöhus⁠(d), Suedia) este o canoistă ce a reprezentat Suedia, medaliată olimpică. A participat la 2 ediții ale Jocurilor Olimpice (1992, 1996) în care a câștigat două medalii de bronz.